# ウィンスロップ・ストリート駅
ウィンスロップ・ストリート駅 (Winthrop Street) はニューヨーク市地下鉄IRTノストランド・アベニュー線の駅である。ブルックリン区プロスペクト・レファーツ・ガーデンズのノストランド・アベニューとウィンスロップ・ストリートの交差点に位置し、2系統が終日、5系統が平日のみ停車する。

## 駅構造
| G          | 地上階                       | 出入口 |
| P ホーム階 | 相対式ホーム、右側ドアが開く | 相対式ホーム、右側ドアが開く |
| P ホーム階 | 北行線                       | ← ウェイクフィールド-241丁目駅行き（スターリング・ストリート駅） ← 平日：イーストチェスター-ダイアー・アベニュー駅行き（スターリング・ストリート駅） ← 夕ラッシュ時：ネレイド・アベニュー駅行き（スターリング・ストリート駅） |
| P ホーム階 | 南行線                       | → ブルックリン・カレッジ駅行き（チャーチ・アベニュー駅）→ |
| P ホーム階 | 相対式ホーム、右側ドアが開く | |

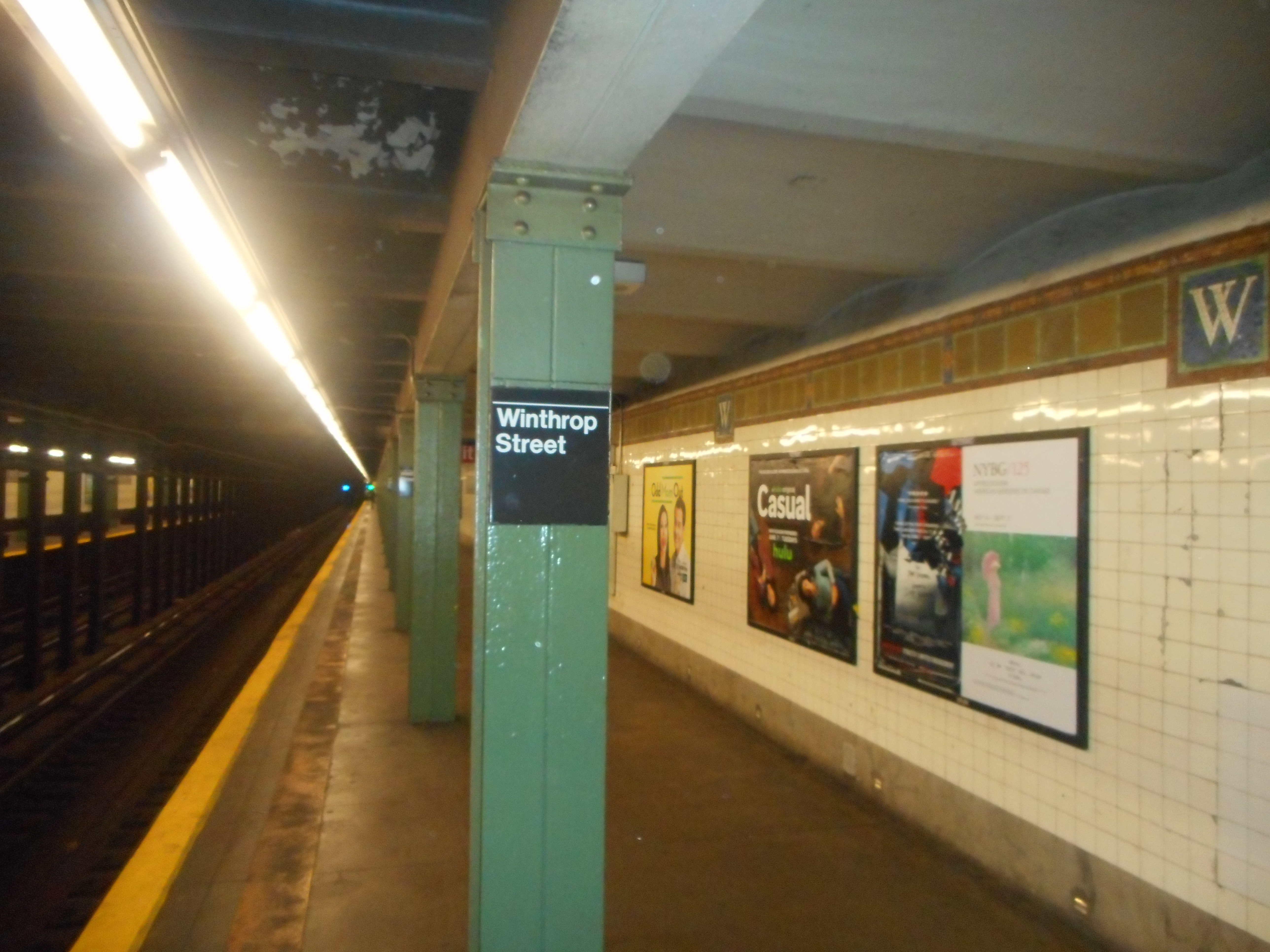
ホーム

駅はノストランド・アベニュー線が開通した1920年8月23日に同時に開業した。相対式ホーム2面と線路2線を有した2面2線の地下駅で、ホーム間連絡通路は無いため改札内で南北ホーム間を行き来することはできない。駅は1962年から1964年にかけてホームを延長し有効長は510フィート（155メートル）となり10両編成の列車の入線に対応できるようになった。ホーム壁面のタイルは1920年の開業当初のデザインのままで、"WINTHROP ST."と書かれた駅名標がある。また、駅名頭文字の"W"と書かれたカルトゥーシュも等間隔に飾られている。
現在のAディビジョンの列車総延長に対してホーム有効長が短かったため1962年から1964年に掛けて延長された部分の壁面には青地に白のサンセリフ体で"WINTHROP ST."と書かれた駅名標がある。また、ホーム上には緑の柱が等間隔で立っており、黒地に白のニューヨーク市地下鉄標準の駅名標が掲げられている。

### 出口
改札口は北行ホーム側がホーム階、南行ホーム側が改札階に位置し、北行ホーム改札口はホーム北側に、南行ホーム改札口はホーム南側にそれぞれ独立して存在している。北行ホーム改札口には回転式改札機ときっぷ売り場、地上への階段1つがあり、南行ホーム改札口へはホーム南側から10段の階段が2つ接続しており、改札口は無人で回転式改札機1機と出場専用回転式改札機2機、地上への階段1つがある。また、南行ホーム壁面にはかつてホーム北側（ウィンスロップ・ストリート側）にも改札口があったことを示す出口方向案内が残されている。
| 場所                                                             | 種類 | 数  | 接続ホーム |
| ---------------------------------------------------------------- | ---- | --- | ---------- |
| ノストランド・アベニューとパークサイド・アベニューの交差点南西   | 階段 | 1つ | 南行ホーム |
| ノストランド・アベニューとウィンスロップ・ストリートの交差点北東 | 階段 | 1つ | 北行ホーム |